# 吐突承璀
吐突承璀（？—820年），字仁貞，福州閩縣（今福州市区）人。
以黄門直東宮、為掖廷局博士，唐憲宗即位，為內常侍，知內侍省事，深得寵信。元和初年，任左神策軍護軍中尉。元和四年（809年），討王承宗屢敗無功。自淮南還都，翰林学士李绛等要求嚴惩，宪宗不得已，貶為軍器使，仍得寵，党類甚眾。元和六年（811年），吐突承璀因宦官劉希光受賄被牽連，憲宗打算廢掉他：“此家奴耳，向以其驅使之久，故假以恩私；若有違犯，朕去之輕如一毛耳！”外放淮南（治今江苏扬州市）監軍。太子通事舍人李涉投状匦院上书，论说承璀无罪。谏议大夫、知匦事孔戣不予受理。李涉于光顺门前想进呈皇上，孔戣指斥其邪恶，贬李涉为硖州司仓。元和九年（814年），李绛罢相，召回吐突承璀。 
史載元和六年十二月，太子李宁夭亡，元和七年（812年），議立储贰，吐突承璀欲以皇次子澧王李惲繼皇位，但因李恽生母身份低贱，改立皇三子遂王李恒为太子；但查811年，吐突承璀受刘希光贿事被发觉，出为淮南监军。此說有誤。元和十五年（820年）正月二十七日，憲宗暴死，梁守謙、王守澄殺吐突承璀與澧王，擁立太子李恆。敬宗即位，中尉马存亮为承璀诏雪，便令其养子士晔遵礼予以收葬。

## 延伸阅读
[在维基数据编辑]
 《舊唐書·卷184》，出自刘昫《舊唐書》
 《新唐書·卷207》，出自《新唐書》